# Julio Francés
Julio Francés Rodríguez (Madrid, 29 de diciembre de 1868 - 4 de diciembre de 1944) fue un violinista y un director de orquesta español.

## Trayectoria
Inició su formación en el Real Conservatorio Superior de Música de Madrid, su ciudad natal, en el que cursó estudios de violín, solfeo y armonía con los profesores Jesús de Monasterio, José de Aranguren y Antonio Llanos, respectivamente. En 1887, recibió el primer premio de violín y marchó, en torno a 1889, al Conservatorio de Bruselas, donde resolvió de forma brillante los cursos reglamentarios bajo la tutela del célebre violinista y compositor belga Eugène Ysaÿe. Más tarde, se dio a conocer ante el público de París en varios conciertos, en los que colaboró con el violonchelista Domingo Faustino Sarmiento y el pianista Velasco.
De regreso a España, se integró en la orquesta del Teatro Real, de la que fue concertino hasta su disolución en 1925. Su entusiasmo por la música de cámara lo animó, desde su retorno a España, a organizar conciertos frecuentes, así como a organizar varios grupos de cámara estables, que legaron una importante actividad en todo el territorio nacional. De entre tales grupos, destacaron dos especialmente: de un lado, el fundado en 1895, que integraba a José María Guervós (1870-1944), Rafael Gálvez Bellido (1895-1951) y Pau Casals. En 1903, fundó la segunda de estas agrupaciones, el cuarteto que lleva su nombre, en el que se integrarían Conrado del Campo (viola), Luis Villa (violoncelo) y Odón González (violín). En 1919, esta segunda agrupación pasa a denominarse Quinteto Madrid, debido a la incorporación de Joaquín Turina en calidad de pianista. 
Esta última agrupación, constituida por músicos notables, contribuyó a desarrollar la afición por la música de cámara en las principales ciudades españolas y, como consecuencia, alcanzó merecida fama de crítica y público. En la década de 1930, como consecuencia de los viajes al extranjero del maestro Enrique Fernández Arbós, Francés dirigió esporádicamente la Orquesta Sinfónica de Madrid.
Como compositor, escribió numerosas obras de género diverso, de las que merecen mencionarse la Balada para orquesta y coros, estrenada con gran éxito en 1922, la zarzuela Ganarse la moza (1915) y el cuadro lírico Bella Sylvia (1920), estas dos últimas cálidamente recibidas por el público.